# Louis Marie de Narbonne-Lara
Louis-Marie-Jacques-Amalric de Narbonne-Lara (23. srpna 1755, Colorno – 17. listopadu 1813, Torgau) byl francouzský generál.

## Životopis
Narodil se v Colornu v Parmském vévodství. Jeho matka Françoise de Châlus (1734-1821), dvorní dáma Marie Adély, dcery francouzského krále Ludvíka XV., byla od roku 1749 jednou z králových milenek. V roce 1750 se provdala za Jeana-Françoise de Narbonne, o 16 let staršího než ona. Podle dokumentů uchovávaných na ministerstvu ozbrojených sil (z roku 1746) nebyl pan de Narbonne schopen plodit (tyto dokumenty naznačovaly, že během boje přišel výstřelem z pistole o část penisu a jediné varle). Nebyl tedy biologickým otcem svých dvou dětí.
Někteří historikové považuje Louise-Marie de Narbonne-Lara za dítě Ludvíka XV. Oficiální matka a otec byli posláni do Parmy, kde vládl králův zeť, aby porod mohl proběhnout diskrétně, aby byla zachována pověst panovníka a čest manžela.
Studoval u oratoriánů v Juilly a poté vstoupil do armády. Sloužil nejprve u dělostřelectva a poté u dragounů. V 18 letech se stal kapitánem a ve 28 plukovníkem. Ministr zahraničí Vergennes si ho poté všiml a učinil z něj jednoho ze svých tajemníků. Po smrti ministra nastoupil službu a v roce 1789 se stal plukovníkem piemontského pluku.
Na začátku Francouzské revoluce přijal její myšlenky a spojil se s liberálními šlechtici, jako byl vévoda d'Aiguillon. V roce 1790, když byl v posádce v Besançonu, se mu podařilo udržet pořádek navzdory nepokojům a byl jmenován vrchním velitelem Doubské národní gardy. Vrátil se však do Paříže, kde se proslavil jako milenec Madame de Staël. V roce 1791 Narbonne doprovázel tety Ludvíka XVI. Marii Adélu a Viktorii do Říma.
Dne 4. září 1791 jej král jmenoval do funkce maréchal de camp a 6. prosince 1791 ministrem války. Ani Ludvík XVI. ani Marie-Antoinetta ho neměli rádi, ale jeho jmenování mělo zablokovat cestu La Fayetteovi, kterého královská rodina nenáviděla. S ohledem na nadcházející válku Narbonne během své služby navštíví hranice království a po této cestě podal Zákonodárnému shromáždění zprávu o vojenských zdrojích Francie. Sám zorganizoval tři armády pod vedením generálů Rochambeau, Lucknera a La Fayetta. Nadále však na něj útočili zástupci girondistů a kordeliérů jako Chabot. V rámci ministerstva byl cílem roajalistů jako Bertrand de Molleville. Odvolán byl 9. března 1792.
Hrabě se poté připojil k armádě Východu a poté k Lucknerově štábu ve Štrasburku. Dne 22. května 1792 byl povýšen na generálporučíka. Během léta 1792 intrikoval u krále, aby se mohl vrátit na ministerstvo. Za tímto účelem se vrátil do Paříže a zúčastnil se útoku na Tuilerijský palác 10. srpna 1792 po boku Ludvíka XVI. Za to byl 14. srpna 1792 obžalován a proto s pomocí Madame de Staël emigroval do Londýna. Odtud napsal Národnímu konventu, aby ho požádal o záruku bezpečnosti, aby mohl přijet a převzít svůj díl odpovědnosti za činy vlády Ludvíka XVI. To mu však bylo odmítnuto. Poté, co Anglie vstoupila do války proti Francii, odešel do Švýcarska a poté do Německa, do Hamburku.
V roce 1797 se pokusil o odstranění svého jména ze seznamu emigrantů s pomocí svých přátel jako Mathieu Dumas, ale fructidorský převrat ho zbavil veškeré naděje. Hamburský senát dokonce nařídil jeho vyhoštění.
Nakonec byl odstraněn ze seznamu emigrantů po brumairovém převratu. Do Francie se vrátil v roce 1801. Napoleon ho 24. června 1809 opět zařadil do armády s hodností generálmajora. Narbonne získal post guvernéra Terstu a poté velvyslance v Mnichově. Dne 23. prosince 1810 byl povýšen na hraběte císařství, 30. června 1811 obdržel Důstojnický kříž Čestné legie. V ruské kampani sloužil jako pobočník císaře. V roce 1813 byl poslán jako velvyslanec do Vídně. Zastavil se v Praze s Fouchém, aby vedl jednání s Metternichem.
Neúspěch setkání vedl k jeho odvolání Napoleonem, který mu svěřil velení nad městem Torgau v Sasku. Zde zemřel 17. listopadu 1813 po pádu z koně.